# Thyene punctiventra
Thyene punctiventra är en spindelart som först beskrevs av Karsch 1879.  Thyene punctiventra ingår i släktet Thyene och familjen hoppspindlar. Inga underarter finns listade i Catalogue of Life.